# Бовенау
Бо́венау (нем. и н.-нем. Bovenau) — община в Германии, в земле Шлезвиг-Гольштейн.
Входит в состав района Рендсбург-Экернфёрде. Подчиняется управлению Айдерканаль. Население составляет 1067 человек (на 31 декабря 2010 года). Занимает площадь 26,2 км².

## История
Бовенау впервые упоминается в 1240 году как кирхдорф. Название происходит от нижненемецкого «boven de Au», что означает что-то вроде «выше Ау».
Церковь Бовенау была пожертвована как «церковь благодарности» графом Адольфом IV из Шауэнбурга после битвы при Борнхёведе (1227) и посвящена Марии Магдалине, поскольку 22 июля, день битвы, является днём памяти святой.
В коммуне сохранилось несколько аристократических имений.